# Paullu Inca

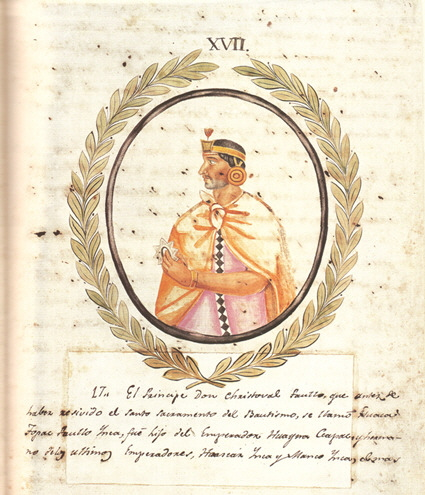
Don Cristóbal Paullu Inca, Sohn des Huayna Cápac.

Paullu Inca Túpac bzw. Pawllu Inka Tupaq (* um 1510, nach anderen Quellen 1518 in Cusco; † 1549, nach anderen Quellen 1550 ebenda) war ein Inkaprinz zur Zeit der spanischen Eroberung Perus. Er war ein Sohn des Inkakönigs (sapa inka) Huayna Cápac und dessen Nebenfrau Añas Colque und damit ein Bruder bzw. Halbbruder von Huayna Cápacs Nachfolgern Huáscar, Atahualpa, Túpac Huallpa und Manco Cápac.
Zu Beginn der Regentschaft Manco Cápacs, den Francisco Pizarro nach der Eroberung von Cusco als Vasallenherrscher eingesetzt hatten, war Paullu Inca einer seiner Vertrauten. Auf Befehl seines Bruders  begleitete er am 3. Juli 1535 zusammen mit dem „Villac Umu“, dem Hohensonnenpriester und Bruders Manco Cápacs, den Spanier Diego de Almagro auf seiner Expedition in den Süden Perus.
Als Manco Cápac 1536 seinen landesweiten Aufstand gegen die Spanier begann, schlug er sich auf die Seite Almagros und dürfte höchstwahrscheinlich die Sondierungsbemühungen Almagros mit Manco Cápac bei Almagros Rückkehr aus Chile hintertrieben haben. Almagro verlangte von Paullu zum Beweis seiner Loyalität, dass dieser einen geflüchteten Spanier tot oder lebendig zurückbringen sollte, was Paullu prompt erledigen ließ. Daraufhin „krönte“ Almagro in bewusster Überschreitung seiner Kompetenzen Paullu Inca zum Sapa Inka.
Bei der Schlacht von Las Salinas 1538 beobachtete er das Gemetzel der Spanier untereinander und versuchte nach der Niederlage Almagros, mit Hernando Pizarro ins Geschäft zu kommen. Mehrmals im Verlaufe des Machtkampfes zwischen den „Almagristen“ und den „Pizarristen“ wechselte er die Seite. Nach dem Sieg der Pizarristen unterstützte er 1539 Gonzalo Pizarro tatkräftig bei der Niederschlagung von Mancos Aufstandsbewegung im heutigen Bolivien. Auch bei der Rebellion des Gonzalo Pizarro gegen die spanische Krone (1544–1548) und nach deren Niederschlagung war er jeweils auf der  Seite dessen, der die Macht hatte.
1543 wurde er auf dem Namen von Cristóbal getauft. Seine Söhne Carlos, Alonso, Francisco und Fernando wuchsen im kolonialspanischen Milieu auf. Der Älteste, Carlos wurde sogar encomendero und regidor (Ratsherr) von Cusco und heiratete eine adelige spanische Dame, Doña María de Esquivel.